# Xã Sherman, Quận Dallas, Missouri
Xã Sherman (tiếng Anh: Sherman Township) là một xã thuộc quận Dallas, tiểu bang Missouri, Hoa Kỳ. Năm 2010, dân số của xã này là 536 người.